# فيسنا بوسيتش
فيسنا بوسيتش (بالكرواتية: Vesna Pusić) (و. 1953 – م) هي سياسية، وأستاذة جامعية من كرواتيا ولدت في زغرب.

## مناصب وهيئات
تولت مناصب جامعة زغرب.